# Cyanea pilosa
Cyanea pilosa är en klockväxtart som beskrevs av Asa Gray. Cyanea pilosa ingår i släktet Cyanea, och familjen klockväxter.

## Underarter
Arten delas in i följande underarter:
- C. p. longipedunculata
- C. p. pilosa